# Sarah Hardcastle
Sarah Hardcastle (n. 9 aprilie 1969, Chelmsford, Anglia, Regatul Unit) este o înotătoare britanică, medaliată olimpică. A participat la 2 ediții ale Jocurilor Olimpice (1984, 1996) în care a câștigat o medalie de argint și o medalie de bronz.